# Monrealska stolnica
Monrealska stolnica (italijansko: Duomo di Monreale) je cerkev v Monrealu, metropolitanskem mestu Palermo na Siciliji, južna Italija. Eden največjih obstoječih primerov normanske arhitekture, ki je bila sprva predvidena kot samostanska cerkev, se je začela graditi med leta  med 1172 in 1174 po naročilu  Viljema II.. Leta 1182 je cerkev, posvečena Rojstvu Device Marije, z bulo papeža Lucija III., povišana na mesto metropolitanske stolnice. Od leta 2015 je bila kot del arabsko-normanskega Palerma in stolnih cerkva v Cefalùju in Monrealu, vpisana na seznam Unescove svetovne dediščine.
Cerkev je nacionalni spomenik Italije in ena najpomembnejših znamenitosti Sicilije. Njena velikost je dolga 102 metra in široka 40 metrov.

## Zgodovina
Po legendi je Viljem II. Sicilski zaspal pod rožičevcem med lovom v gozdu blizu Monreala. Sveta Marija se mu je prikazala v sanjah in mu predlagala, naj tukaj zgradi cerkev. Po odstranitvi drevesa so v njegovih koreninah našli zaklad, katerega zlati kovanci so bili uporabljeni za financiranje gradnje. Verjetneje je, da je bila cerkev del načrta velikih gradenj v konkurenci s takratnim palermskim škofom Walterjem Ophamilom, ki je naročil veliko stolnico v Palermu. Gradnjo Monreala, ki se je začela leta 1172, je papež Aleksander III. z bulo odobril 30. decembra 1174. Dela, vključno s priključeno opatijo, so bila končana šele leta 1267, cerkev pa posvečena v prisotnosti papeža Klementa IV. Leta 1178 je papež Lucij III. ustanovil nadškofijo Monreale in opatijska cerkev je bila povišana na raven stolnice. Nadškofje so od sicilskih kraljev pridobili širok spekter privilegijev in dežel na celotnem italijanskem ozemlju.
Leta 1270 je bil tu pokopan francoski kralj Ludvik IX., brat neapeljskega kralja Karla I.
V letih 1547-1569 je bil na severni strani dodan portik, ki sta ga v renesančnem slogu zasnovala Giovanni Domenico Gagini in Fazio Gagini, pokrit s križnim obokom in enajstimi okroglimi oboki, podprtimi s korintskimi stebri. Leta 1559 je bila dodana večina notranjega tlaka.

## Arhitektura
Stolnica na posebej impresiven način prikazuje normansko-arabsko-bizantinski arhitekturni slog, ki je bil v tistem času razširjen na Siciliji in je predstavljal simbiozo treh različnih kultur. Trdna zgradba kot celota je normansko / romanska, elemente arabskega sloga je mogoče videti v slepih lokih in vložkih na zunanjih stenah, zlasti apsida, zlati osnovni mozaiki na notranjih stenah stolnice pa so bizantinski.
- Južna stran,, Križni hodnik
- Ladja proti zahodu, severne orgle
- Apsida in južne orgle

### Zunanjost
Stolnica je dolga 102 metra, široka 40 in visoka 35 metrov. Njeno pročelje obdajata dva utrjena stolpa, levi stolp je ostal nedokončan, kupolo desnega stolpa pa je v 16. stoletju uničila strela.
V 18. stoletju je bil pred fasado zgrajen klasicističen portik, ki uničuje prvotni vtis fasade. Nad portikom so še vedno vidni deli dekorja v arabskem slogu, ki ga sestavljajo prekrivajoči se slepi loki z okrasnimi vložki. Z velikostjo 7,8 metra × 3,7 metra je bil zahodni portal največji portal svojega časa. Bronasta vrata je leta 1186 izdelal Bonanno Pisano. Prikazujejo 42 prizorov iz Biblije.
Pred severno stranjo je tudi portik, ki zapolnjuje pravokotni prostor med transeptom in nedokončanim zvonikom. Zasnovala sta ga od 1547 do 1562 brata Giovanni in Fazio Gaggini v imenu kardinala Alessandra Farneseja. Tu se nahaja stranski portal (4,23 × 2,15 metra), katerega vrata, prav tako iz brona, je leta 1179 izdelal Barisanus Trani.
Na apsidah stolnice je najbolje viden originalni dekor. Koničasti loki se prekrivajo in so vgrajeni s črnim, belim in rumenim kamnom.
- Arabeske na fasadi
- Zunanji pogled na levo stransko apsido

### Notranjost
Notranjost cerkve je razdeljena na tri ladje z dvema vrstama po devet stebrov s korintskimi kapiteli, osrednja ladja pa je več kot dvakrat širša od stranskih. Zgradba je posebej poudarjena v koru, območje presečišča ladje in transepta.
Spodnji del sten je obložen z marmorjem, ki tako kot tla temelji na islamskih vzorcih. Zgornji deli obzidja so v celoti prekriti z zlatimi bizantinskimi mozaiki. Mozaiki so v obdobju od 1179 do 1182 ustvarjeni s strani lokalnih umetnikov in umetnikov iz Konstantinopla in pokrivajo skupno 6340 m². Lesen strop so v glavnem prenovili po požaru leta 1811.
V glavni apsidi sta upodobljena Kristus kot Pantokrator ('vladar sveta') in Marija vnebovzetaa. Kristusov lik, visok sedem in trinajst metrov širok, zaseda kupolo glavne apside. V levi roki drži Biblijo, na odprtih straneh katere je začetek verza iz Janezovega evangelija (Jn 8,12: »Jaz sem luč sveta« v grščini. Desna roka tvori monogram IC-XC, ki ga najdemo tudi v črkah na levi in desni strani glave. V medaljonih uokvirjenega loka so upodobljeni Emanuel in preroki David, Salomon, Elia, Samuel, Daniel, Gedun, Nathan in Elizej, poleg Marije sta nadangela Gabriel in Mihael s kroglami in več apostolov. V spodnjem registru je prikazanih še štirinajst svetnikov.
Južna apsida - tudi Diakonikon - prikazuje prizore iz življenja svetega Petra, v severni apsidi - tudi próthesis - prizore iz življenja sv. Pavla.
Mozaiki na zlati podlagi v osrednji ladji in na zahodni steni v dveh vrstah prikazujejo prizore iz Knjige Geneze, v zgornji vrsti zgodba o stvarjenju do izgona iz Raja, v spodnji vrsti prizori iz življenj prednikov Noeta, Abrahama, Izaka in Jakoba.
Mozaiki kora in transeptov prikazujejo prizore iz življenja Jezusa Kristusa od oznanjenja do vnebohoda in izlivanja Svetega Duha na binkošti. Na stenah stranskih ladij so upodobljeni čudeži Jezusa Kristusa.
- Mozaiki
- Steber z okrašenim kapitelom in mozaiki
- Pogled na severni transept

### Oprema
V južnem transeptu so sarkofagi kraljev Viljema I. in Viljema II., na severnem transeptu Margarete  Navarrske, žene Vilejema I. in njena sinova Rogerij in Henrik ter prazni sarkofag kralja Ludvika IX.  Francoskega. 
Cerkev ima šest ročnih orgel Fratellija Ruffattija s 109 registri iz let 1957 in 1967, ki so bile nameščene na obeh straneh. Ta instrument so trenutno četrte največje orgle v Italiji.

### Kapela
Na jugu je kapela svetega Benedikta, ki je bila stolnici dodana leta 1569 in se danes uporablja kot zakramentna kapela.

## Križni hodnik
Križni hodnik je edini preostali ostanek benediktinskega samostana, ki je pripadal stolničnemu kompleksu. Meri 47 × 47 metrov.
Na vsaki od štirih strani je 26 ogivalnih arkad. Koničasti loki so podprti z dvojnimi stebri. Ti stebri so zasnovani zelo različno. Nekateri so preprosto gladki, drugi imajo vijačno ali cik-cak oblikovano žlebico, tretje pa krasijo vložki iz mozaika. Kapiteli so različno zasnovani, saj reliefi prikazujejo prizore iz Biblije ali simbolične krščanske in islamske upodobitve.
V enem kotu križnega hodnika je kvadratna stavba z vodnjakom, sestavljena iz 3 × 3 arkade, sredi katere je na stebru naslonjena krožna skleda z vodnjakom. Iz te sklede se dviga še en steber, ki je opremljen s cik-cak žlebovi in se konča v sferični obliki, iz katere voda teče navzdol po stebru.